# Belén Gualcho

Belén Gualcho é um município de Honduras, localizado no departamento de Ocotepeque.